# Adolph Kiefer
Adolph Kiefer (n. 27 iunie 1918, Chicago, Illinois, SUA – d. 5 mai 2017, Illinois, SUA) a fost un înotător ce a reprezentat Statele Unite ale Americii, medaliat olimpic. A participat la o ediție a Jocurilor Olimpice (1936) în care a câștigat două medalii de aur.